# 逃亡 (1944年电影)
是一部在1944年上映的美國電影，由霍華德·霍克斯指導，並由演員 亨弗萊·鮑嘉 以及 沃爾特·布倫南 主演的劇情片，該電影主要講述一位船夫和女扒手的故事，本影片是依據海明威同名作品所改编而成。

## 剧情
在一次意外中，一个船夫遇到了一个女扒手，然而经过彼此的相处后，船夫居然爱上了这个扒手，并且他还把扒手和一些法国地下分子运送到美国去。

## 演员
- 亨弗莱·鲍嘉
- 劳伦·白考尔
- 沃尔特·布伦南
- 谢尔登·伦纳德
- 沃尔特·桑德
- 乔伊·巴洛
- Walter Szurovy

## 其他
- 男女主演员根据该作相恋并结婚。
- 霍華德·霍克斯招募了朱爾斯·弗斯曼來編寫劇本。并且剧本经过多次更改。后在1944年2月确定该作的剧情。
- 该作与《Casablanca》有一定的相似之处，并且都涉及到法国革命。
- 该作之后被改编成广播剧，于 1946 年 10 月 14 日播出。[8]
- 从 1951 年到 1952 年，男女主演参加了一个名为“Bold Venture”的节目，他们在该节目说出过《逃亡》相关的东西。 [9]

## 備註
1. ↑  Behlmer, Rudy. . Franz Waxman. Fidelio Music Publishing Company.   [September 21, 2018]. （原始内容存档于2022-03-19）.
2. ↑  Neumeyer, David. . Bloomington: Indiana University Press. 2015: 274 n53.
3. ↑  .   [2022-07-09]. （原始内容存档于2019-11-09）.
4. 1 2  Warner Bros financial information in The William Shaefer Ledger. See Appendix 1, Historical Journal of Film, Radio and Television, (1995) 15:sup1, 1-31 p 25 doi:10.1080/01439689508604551
5. ↑  Schatz, Thomas. . Uni of California Press. 1999: 220. ISBN 0-520-22130-3.
6. ↑  .   [2022-07-09]. （原始内容存档于2022-07-11）.
7. ↑  .   [2022-07-09]. （原始内容存档于2022-07-11）.
8. ↑  .   [2022-07-09]. （原始内容存档于2018-10-03）.